# Tolsztoj összes regényei és elbeszélései
A Tolsztoj összes regényei és elbeszélései a Christensen és Társa Gutenberg Könyvkiadó Vállalat könyvsorozata volt az 1920-as években, amely Lev Tolsztoj műveit tette magyar nyelven hozzáférhetővé díszes borítójú kötetekben. A sorozat a következő műveket tartalmazta:
- A kozákok
- A Kreutzer szonáta / A dekabristák
- Az élő holttest
- És a fény világít a sötétségben
- Feltámadás I–IV.
- Háboru és béke I–XI.
- Ifjuságom regénye I–III.
- Családi boldogság
- Iljics Iván halála és egyéb elbeszélések
- Hadzsi Murát és egyéb elbeszélések
- Mindennapra I–IV.
- Szevasztopol
- Ur és szolga / A sötétség hatalma
- Egy élet önvallomásokban I–IV.
- Tolsztoj – Anekdóták, érdekességek életéből I–IV.